# 観行院 (川越市)
観行院（かんぎょういん）は、埼玉県川越市にある天台宗の寺院。

## 歴史
寛永年間（1624年 - 1644年）、幸覚によって開山された。その後、寺運衰微したが、天明年間（1781年 - 1789年）に応玄によって中興された。
現在、本堂は地元の石田本郷の集会所としての役割も果たしている。

## 交通アクセス
- 路線バス伊佐沼入口停留所より徒歩24分。